# Unlimited Cities
Villes sans limites ou Unlimited Cities sont des méthodes et des applications visant à faciliter l’implication de la société civile dans les transformations urbaines. Unlimited Cities DIY est une évolution open source de l’application en lien avec le New Urban Agenda de la conférence « Habitat III » des Nations unies.

## Utilisation
Il s’agit d’applications utilisables sur mobiles (tablettes et smartphones) qui permettent aux habitants de donner leur avis sur l’évolution d’un quartier avant que de futurs aménagements ne soient esquissés par les professionnels. « À travers une interface simple, ceux-ci composent une représentation réaliste de leurs attentes pour  un site donné. Ils jouent pour cela avec six curseurs : densité urbaine, nature, mobilité, vie de quartier, numérique, créativité/art dans la ville. Conçue par l'agence d'urbanisme UFO  en partenariat avec l’agence d’architecture et d’urbanisme HOST, l'application permet à la fois de donner des informations aux concepteurs en amont d'un projet urbain, mais aussi aux habitants de s'interroger sur leurs souhaits d'aménagement et par là même de s'approprier le futur projet ». La méthode Unlimited Cities permet ainsi à la société civile d’agir et de co-construire avec les professionnels les évolutions urbaines sans se voir soumettre des solutions prédéterminées par les experts et les autorités publiques.

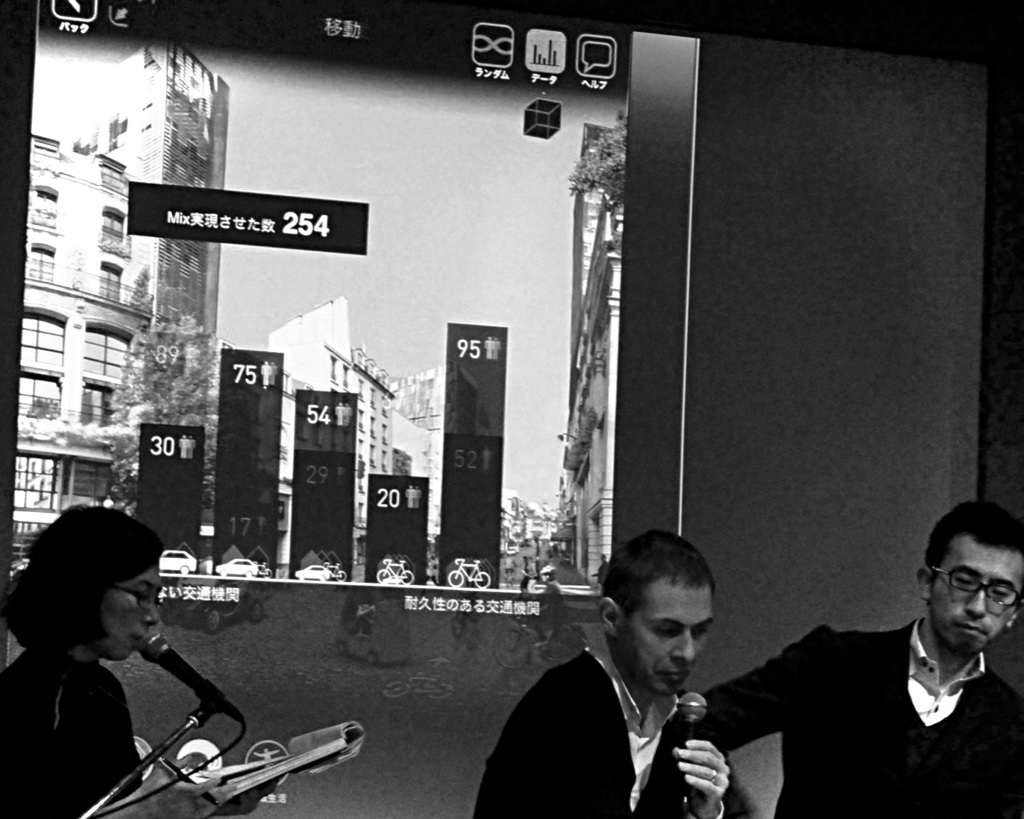
Présentation du prototype Unlimited Cities PRO, par Alain Renk et Daisuke Sugawara, architectes, à l'Institut de France, ville deTokyo, Japon, novembre 2011.

Selon un des créateurs, l’architecte urbaniste Alain Renk : « Le futur de la ville et des métropoles réside moins aujourd’hui dans les imaginaires poético-techniques solitaires à la Jules Verne que dans capacités offertes par les médiations numériques d’imaginer, de représenter et de partager de façon ouverte des connaissances, permettant ainsi d’envisager à travers l’intelligence collective des modes de vie moins standardisés et hiérarchisés, une créativité plus libre, des circuits de conception et de fabrication plus courts, des économies circulaires et finalement une préservation des biens communs. ».

## Histoire
Le projet trouve ses origines en 2002 avec la publication, lors des rencontres internationales ArchiLab d’Orléans, du livre nommé Construire la Ville Complexe? chez Jean Michel Place, un éditeur connu du monde de l’architecture. Puis en 2007 avec une recherche sur les simulateurs numérique d’écosystème urbain du Plan Construction Architecture du Ministère du développement durable. 
Une interview croisée d'Alain Renk avec le sociologue Marc Augé évoque les possibilités offertes par les simulateurs pour faire fonctionner l’intelligence collective.
En 2009, l’agence HOST, à l'origine de la création de la Civic-Tech UFO, a obtenu la labellisation des pôles de compétitivité Cap digital et Advancity pour monter le programme de recherche collaborative UrbanD, destiné à poser les bases théoriques et techniques de logiciels collaboratifs d’évaluation et de représentation de la qualité de vie urbaine pour l’éclairage des décisions. Ce programme sur 3 ans (de début 2010 à fin 2012) a servi de base à la création des applications « Unlimited Cities », a nécessité un budget de 800 000 €, financé de moitié par les subventions du FEDER, un fonds européen. 
En juin 2011 une version bêta d'Unlimited Cities PRO est présenté à Paris sur le festival Futur en Seine avec des tests en situation réelle avec les visiteurs, puis montrée à Tokyo en novembre et à Rio de Janeiro en décembre de la même année.
Le 2 octobre 2012 le premier déploiement opérationnel est effectué par la ville de Rennes, : « Nous avons fait les premiers tests sur le quartier entourant la gare TGV de Rennes et la démolition de la prison, et nous nous sommes aperçus que les utilisateurs, en construisant ce qu'ils souhaitaient, oubliaient très vite leurs réticences, par exemple à la densité urbaine, et développaient des projets urbains qui allaient souvent à l'encontre des opinions toutes faites. Les gens refusent souvent l'idée même de densité urbaine et d'immeubles hauts, mais l'acceptent dès qu'ils peuvent l'aménager avec leurs propres logiques. ». 
Puis l'outil est déployé en juin 2013 à Montpellier. 

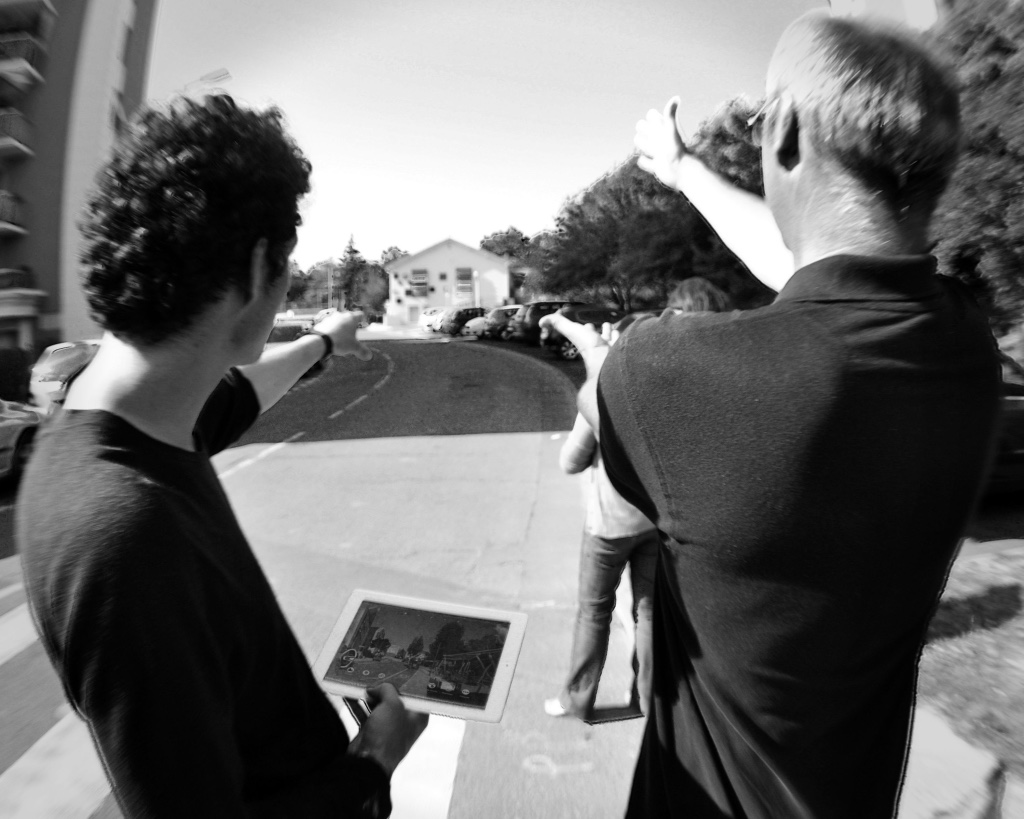
Médiation avec Unlimited Cities PRO. Habitants avec JM Bourgogne, directeur ville numérique Montpellier et Martin Cahen, designer du Strate. Quartier de La Pompignane, ville de Montpellier, Juin 2013.

Puis en juin, juillet et août à Évreux, où UFO a travaillé sur la reconversion de l’ancien hôpital Saint-Louis, en plein centre-ville,.
En juin 2015 à Grenoble, « l'application est utilisée pour imaginer, avec la population, des solutions pour rendre plus visible l’offre de transport. C’est une façon différente de travailler. On ne se tourne plus seulement vers les urbanistes mais on va directement interroger les habitants du quartier pour avoir leur avis, leur vision des choses. L’objectif est évidemment d’augmenter la fréquentation des bus mais aussi que les habitants soient satisfaits des aménagements mis en place. ».
Les premières villes qui utilisent Unlimited Cities PRO attirent le regard par la capacité qu’ont les médiateurs de solliciter les personnes dans la rue, souvent par surprise, avec une tablette qui séduit par son côté ludique. En étant présent dans les quartiers pendant plusieurs semaines, sur les lieux où vivent et travaillent les personnes, le nombre de participants est beaucoup plus important (plus de 1 600 personnes à Evreux) qu’avec les méthodes classiques de concertation qui peinent à faire venir les personnes dans des salles. Ces réussites créent de l’intérêt pour des chercheurs qui analyseront des changements de postures entre les professionnels de l’urbain et les citoyens : peut-on parler d’un renouveau de la démocratie participative ? Les images hyperréalistes sont-elles trompeuses ou au contraire accessibles à tous les types de population ? La dimension Open-Source des données récoltées et leur accessibilité en temps réel participent-elles à la construction de la confiance entre experts et non experts ? La méthode est l’objet de plusieurs articles scientifiques, et reçoit plusieurs prix en France, ainsi que le Prix Open Cities de la Commission Européenne.

## La version Open Source Unlimited Cities DIY et le lien avec la conférence des Nations Unies Habitat III
De premières demandes ont d’abord été formulées à RIO en 2011 pour que le logiciel puisse être utilisé par des associations dans les favelas, puis régulièrement pour l’Afrique, l’Amérique du Sud et l’Inde. En parallèle des associations et des collectifs en Europe souhaitaient également avoir l’entière liberté de déployer le dispositif d’urbanisme collaboratif de façon autonome sur les territoires, sans avoir besoin d’autre financement que l’accompagnement des utilisateurs. 
En juin 2013 la Civic-Tech UFO a présenté sur le festival Futur en Seine le prototype Unlimited Cities DIY : une évolution facile à déployer, open source et gratuite. Les présentations de la version bêta se sont ensuite enchaînées : en septembre 2013 Nantes pour le colloque Ecocity, en novembre 2013, Barcelone lors de la remise du prix Open Cities, Rennes en janvier 2014 pour une rencontre à l’Institut d’urbanisme, Le Havre en mars 2014 lors d’une conférence sur l’Urbanisme Collaboratif, Londres en mai 2014 pour le colloque Franco-Britannique sur les villes intelligentes, Berlin pour l’Open Knowledge Festival en juillet 2014, Hyderabad en Inde début octobre 2014 lors du congrès Métropolis, Wuhan en Chine fin octobre 2014 lors du colloque de l’écocité Franco-Chinoise de Caiden, Wroclaw en 2015 dans le cadre du Hacking of the Social Operating System, Lyon en septembre 2015 lors du colloque annuel de la Fédération nationale des Agences d’Urbanisme et de nombreux autres ateliers qui ont confirmé des demandes récurrentes pour une version Open Source facile à déployer.

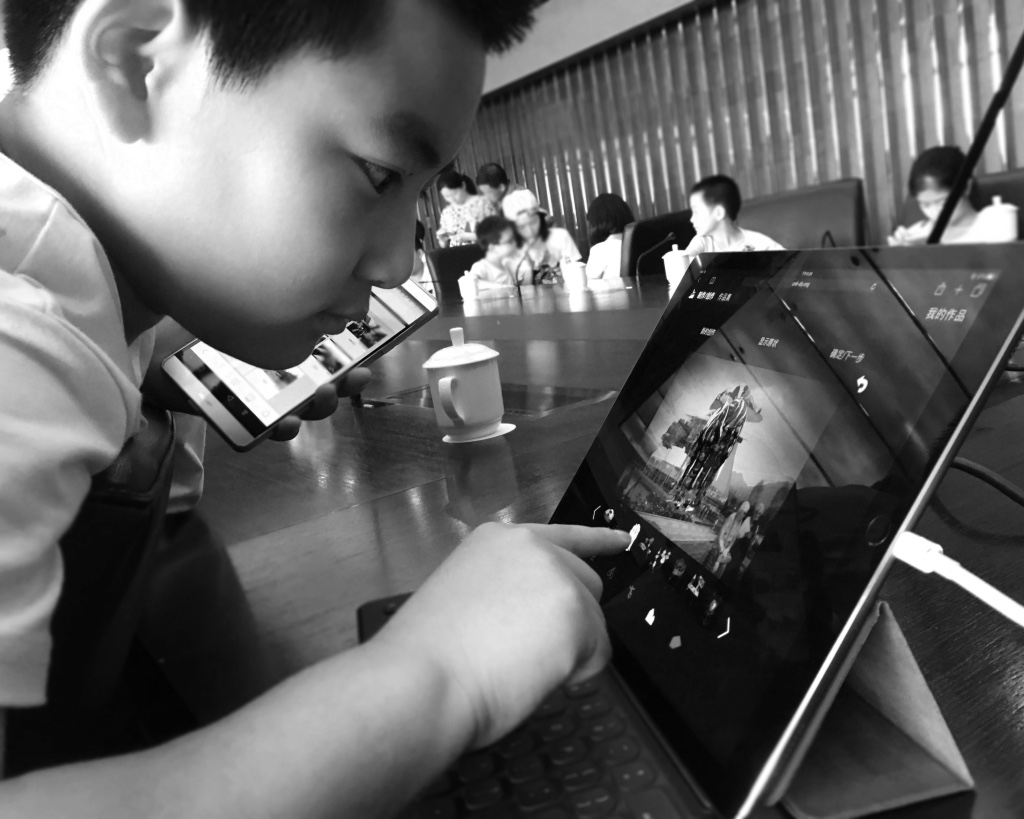
Co-conception avec Unlimited Cities DIY. Enfants du projet Natur, architectes : Mu Wei, Sam Cho et Yu Hui. Chine, ville de Wuhan, banlieue de Huashan, mai 2016.

2016 a marqué une forte accélération du développement de la version Open Source, car plusieurs ateliers opérationnels ont été organisés avec des universités : à Lyon en avril pour repenser le campus l’École Centrale (projet Wikibuilding-campus), puis de nouveau en Chine avec plusieurs conférences et une utilisation du logiciel avec des paysans (projet Wikibuilding-Village), des enfants (projet Wikibuilding Natur), des étudiants et des professeurs de l’Université HUST de Wuhan. 
Les premiers contacts entre l’agence UN-Habitat et le logiciel Unlimited Cities DIY ont eu lieu en octobre 2014 à Hyderabad avec le programme City Resilience Profiling Program puis à Barcelone en 2015. Le lien se concrétise avec la prochaine conférence Habitat III. Tenues tous les vingt ans, les conférences Habitat organisées par l’ONU forment une caisse de résonance qui accélère la prise en compte dans les politiques publiques des grandes thématiques urbaines. Cette année 2016, le document préparatoire de la conférence Habitat III à Quito met en avant le besoin de faire évoluer l’urbanisme vers la co-construction avec la société civile. L’association à but non lucratif "7 Milliards d’urbanistes" sera présente à Quito pour présenter le logiciel open source Unlimited Cities DIY aux délégués des 193 pays membres afin de rendre l’urbanisme collaboratif disponible au plus grand nombre de personnes possible.

## Distinctions et prix
- En 2015, le projet Wikibuilding conçu pour le futur Paris Rive gauche est présélectionné dans le cadre du concours « Réinventer Paris »[16].
- Lauréat 2013 du Printemps du numérique (Rural TIC)
- Lauréat 2013 des Territoires innovants (Les interconnectés)
- Lauréat 2013 des Open Cities Awards (Commission européenne)
- Lauréat 2011 de l'appel à projet Futur en Seine (Cap digital)
- Nommé en 2011 au Prix de la croissance verte numérique (Acidd)
- Sélection 2010 des Carrefours Innovations&Territoires (CDC)

## Publications
- Créer virtuellement un urbanisme collectif par Julie Nicolas et Xavier Crépin, Le Moniteur - N°5813, Avril 2015.
- L’urbanisme collaboratif, expérience et contexte par Nancy Ottaviano, Colloque GIS Participation.
- Clément Marquet, Nancy Ottaviano et Alain Renk, « Pour une ville contributive », Urbanisme dossier "Villes numériques, villes intelligentes?",‎ automne 2014, p. 53-55.
- L’appropriation de la ville par le numérique par Clément Marquet : thèse en cours, Institut Mines Telecom.
- Et si on inventait l’enquête d’imagination publique ? par Sylvain Rolland, La Tribune hors-série Grand-Paris.
- Villes sans limite, un outil pour stimuler l’imagination publique par Karim Ben Merien et Xavier Opige, Les Cahiers de l’IAU idf

- Wikibuilding : l’urbanisme participatif de demain ? par Ludovic Clerima, Explorimmo, 2015
- (en) Alain Renk, « Urban Diversity: Cities Of Differences Create Different Cities », sur WorldCrunch.com, 12 novembre 2013 (consulté le 28 mai 2016)
- Philippe Gargov, « Samsung et son safari imaginaire : l’urbanisme collaboratif is now mainstream », sur pop-up-urbain.com, 21 décembre 2012 (consulté le 13 juin 2016)

- Émission de radio du 8 juillet 2011 Qu’est-ce que la ville numérique ? : Le champ des possibles, France Culture, 2011